# Genovaitė Miuleraitė
Genovaitė Miuleraitė, coniugata Eluhov (3 marzo 1915 – Fairfax, 4 febbraio 2005), è stata una cestista lituana.

## Carriera
Con la Lituania ha disputato i Campionati europei del 1938.